# جورج ليون
جورج ليون هو سياسي كندي، ولد في 1790، وتوفي في 26 مارس 1851.